# Le Fumeur (Metzinger)
Pour les articles homonymes, voir Le Fumeur.
Le Fumeur est un tableau réalisé par Jean Metzinger vers 1912. Cette huile sur toile est le portrait cubiste d'un fumeur de pipe, sans doute Guillaume Apollinaire ou Max Jacob. Exposée au Salon des indépendants de 1914, elle est aujourd'hui conservée au Carnegie Museum of Art, à Pittsburgh.

## Expositions
- Salon des indépendants de 1914, Paris, 1914.